# Keith Jones
Keith Linden Jones, född 8 november 1968, är en kanadensisk före detta professionell ishockeyforward som tillbringade nio säsonger i den nordamerikanska ishockeyligan National Hockey League (NHL), där han spelade för ishockeyorganisationerna Washington Capitals, Colorado Avalanche och Philadelphia Flyers. Han producerade 258 poäng (117 mål och 141 assists) samt drog på sig 765 utvisningsminuter på 491 grundspelsmatcher. Jones spelade även på lägre nivåer för Baltimore Skipjacks, Portland Pirates och Hershey Bears i American Hockey League (AHL) och Western Michigan Broncos (Western Michigan University) i National Collegiate Athletic Association (NCAA).
Han draftades i sjunde rundan i 1988 års draft av Washington Capitals som 141:a spelare totalt.
Jones tvingades till att avsluta sin spelarkarriär i förtid på grund återkommande problem med sina knän. Han har arbetat inom TV och radio och varit bland annat expertkommentator rörande NHL-sändningar för ESPN, TSN, Versus och NBC och medvärd för ett sportradioprogram. Jones är också expertkommentator i den regionala TV-kanalen Comcast Sportsnet Philadelphia när Philadelphia Flyers spelar matcher.

## Statistik
| 1985–1986   | Paris Mounties           |             | 30  | 26  | 13  | 39  | 61  | —  | —  | —  | —  | —   |
| 1986–1987   | Paris Mounties           |             | 30  | 39  | 38  | 77  | 136 | —  | —  | —  | —  | —   |
| 1987–1988   | Niagara Falls Canucks    | GHL         | 40  | 50  | 80  | 130 | 113 | —  | —  | —  | —  | —   |
| 1988–1989   | Western Michigan Broncos | NCAA        | 37  | 9   | 12  | 21  | 65  | —  | —  | —  | —  | —   |
| 1989–1990   | Western Michigan Broncos | NCAA        | 40  | 19  | 18  | 37  | 82  | —  | —  | —  | —  | —   |
| 1990–1991   | Western Michigan Broncos | NCAA        | 41  | 30  | 19  | 49  | 106 | —  | —  | —  | —  | —   |
| 1991–1992   | Western Michigan Broncos | NCAA        | 35  | 25  | 31  | 56  | 77  | —  | —  | —  | —  | —   |
|             | Baltimore Skipjacks      | AHL         | 6   | 2   | 4   | 6   | 0   | —  | —  | —  | —  | —   |
| 1992–1993   | Washington Capitals      | NHL         | 71  | 12  | 14  | 26  | 124 | 6  | 0  | 0  | 0  | 10  |
|             | Baltimore Skipjacks      | AHL         | 8   | 7   | 3   | 10  | 4   | —  | —  | —  | —  | —   |
| 1993–1994   | Washington Capitals      | NHL         | 68  | 16  | 19  | 35  | 149 | 11 | 0  | 1  | 1  | 36  |
|             | Portland Pirates         | AHL         | 6   | 5   | 7   | 12  | 4   | —  | —  | —  | —  | —   |
| 1994–1995   | Washington Capitals      | NHL         | 40  | 14  | 6   | 20  | 65  | 7  | 4  | 4  | 8  | 22  |
| 1995–1996   | Washington Capitals      | NHL         | 68  | 18  | 23  | 41  | 103 | 2  | 0  | 0  | 0  | 7   |
| 1996–1997   | Washington Capitals      | NHL         | 11  | 2   | 3   | 5   | 13  | —  | —  | —  | —  | —   |
|             | Colorado Avalanche       | NHL         | 67  | 23  | 20  | 43  | 105 | 6  | 3  | 3  | 6  | 4   |
| 1997–1998   | Colorado Avalanche       | NHL         | 23  | 3   | 7   | 10  | 22  | 7  | 0  | 0  | 0  | 13  |
|             | Hershey Bears            | AHL         | 4   | 2   | 1   | 3   | 2   | —  | —  | —  | —  | —   |
| 1998–1999   | Colorado Avalanche       | NHL         | 12  | 2   | 2   | 4   | 20  | —  | —  | —  | —  | —   |
|             | Philadelphia Flyers      | NHL         | 66  | 18  | 31  | 49  | 78  | 6  | 2  | 1  | 3  | 14  |
| 1999–2000   | Philadelphia Flyers      | NHL         | 57  | 9   | 16  | 25  | 82  | 18 | 3  | 3  | 6  | 14  |
| 2000–2001   | Philadelphia Flyers      | NHL         | 8   | 0   | 0   | 0   | 4   | —  | —  | —  | —  | —   |
| NHL totalt  | NHL totalt               | NHL totalt  | 491 | 117 | 141 | 258 | 765 | 63 | 12 | 12 | 24 | 120 |
| AHL totalt  | AHL totalt               | AHL totalt  | 24  | 16  | 15  | 31  | 10  | —  | —  | —  | —  | —   |
| NCAA totalt | NCAA totalt              | NCAA totalt | 153 | 83  | 80  | 163 | 330 | —  | —  | —  | —  | —   |